# Andrew McNair
Andrew Robert "Andy" McNair es un actor inglés, más conocido por haber interpretado a Dan Hunter en la serie Hollyoaks y a Thomas Seymour en la serie The Tudors.

## Filmografía
Series de televisión
| Año         | Título                | Personaje          | Notas                                       |
| ----------- | --------------------- | ------------------ | ------------------------------------------- |
| 2012        | Doctors               | Jake Edwards       | episodio "myperfectm8.com"                  |
| 2011        | Waterloo Road         | Darren             | 2 episodios                                 |
| 2009 - 2010 | The Tudors            | Thomas Seymour     | 13 episodios                                |
| 2009        | Plus One              | Bombero            | episodio "Black and White and Red All Over" |
| 2007        | Dream Team            | Tom Magee          | episodio "The House Always Wins"            |
| 2007        | The Innocence Project | Martin Carey       | episodio # 1.7                              |
| 2006        | Casualty              | Det. Andrew Benson | episodio "Waste of Space"                   |
| 2006        | Little Miss Jocelyn   | Palo               | 2 episodios                                 |
| 2001 - 2004 | Hollyoaks             | Dan Hunter         | -                                           |

Películas
| Año  | Título                                            | Personaje | Notas                                                                                           |
| ---- | ------------------------------------------------- | --------- | ----------------------------------------------------------------------------------------------- |
| 2012 | The Preston Passion                               | Cottam    | junto a Paul Barber, Tom Ellis & Pooky Quesnel                                                  |
| 2009 | Tchaikovsky: Cherevichki - The Tsarina's Slippers | Echo      | junto a Olga Gouriakova, Vsevolod Grivnov, Larissa Diadkova, Vladimir Matorin & Maxim Mikhailov |
| 2006 | Halal Harry                                       | Harry     | junto a Yasmin Ijaz, Saikat Ahamed, Barber Ali, Katie Amess & Farah Baig                        |

Presentador
| Año  | Programa         | Notas       |
| ---- | ---------------- | ----------- |
| 1986 | The Clothes Show | presentador |